# Squash-Weltmeisterschaften im Doppel und Mixed 2017/Herrendoppel
Herrendoppel der Weltmeisterschaften im Doppel und Mixed 2017 im Squash.
Das Teilnehmerfeld bestand  aus 16 Doppelpaarungen, die in vier Gruppen à vier Doppelpaarungen im Round-Robin-Modus gegeneinander antraten. Die Gruppensieger und Zweitplatzierten zogen ins Viertelfinale ein und spielten im K.-o.-System die Plätze eins bis acht aus.
Vorjahressieger waren die beiden Schotten Alan Clyne und Greg Lobban, die im Finale 2016 Zac Alexander und David Palmer besiegt hatten. Clyne und Lobban starteten an Nummer eins gesetzt ins Turnier, Palmer und Alexander als Nummer drei. Erneut erreichten Clyne und Lobban das Finale, in dem sie den an Position zwei gesetzten Cameron Pilley und Ryan Cuskelly mit 6:11 und 3:11 unterlagen.

## Setzliste
| Nr. | Paarung                        | Erreichte Runde |
| --- | ------------------------------ | --------------- |
| 01. | Alan Clyne Greg Lobban         | Finale          |
| 02. | Ryan Cuskelly Cameron Pilley   | Sieg            |
| 03. | Zac Alexander David Palmer     | Viertelfinale   |
| 04. | Paul Coll Campbell Grayson     | Halbfinale      |
| 05. | Declan James James Willstrop   | Halbfinale      |
| 06. | Tom Richards Daryl Selby       | Viertelfinale   |
| 07. | Peter Creed Joel Makin         | Viertelfinale   |
| 08. | Mohd Nafiizwan Adnan Ivan Yuen | Gruppenphase    |

| Nr. | Paarung                             | Erreichte Runde |
| --- | ----------------------------------- | --------------- |
| 09. | Vikram Malhotra Mahesh Mangaonkar   | Gruppenphase    |
| 10. | Evan Williams Lance Beddoes         | Gruppenphase    |
| 11. | Andrés Herrera Juan Vargas          | Gruppenphase    |
| 12. | Douglas Kempsell Kevin Moran        | Gruppenphase    |
| 13. | Dylan Bennett Piëdro Schweertman    | Viertelfinale   |
| 14. | Christo Potgieter Jean-Pierre Brits | Gruppenphase    |
| 15. | Mohd Syafiq Kamal Eain Yow Ng       | Gruppenphase    |
| 16. | David Baillargeon Shawn Delierre    | Gruppenphase    |

## Ergebnisse

### Vorrunde

#### Gruppe A
| Rang | Setzung | Doppel                            | Sp. | S | N | S.-Diff. | P.-Diff. | Pkt. |
| ---- | ------- | --------------------------------- | --- | - | - | -------- | -------- | ---- |
| 1    | 1       | Alan Clyne Greg Lobban            | 3   | 3 | 0 | 6:0      | 66:25    | 6    |
| 2    | 13      | Dylan Bennett Piëdro Schweertman  | 3   | 2 | 1 | 4:3      | 52:59    | 4    |
| 3    | 8       | Mohd Nafiizwan Adnan Ivan Yuen    | 3   | 1 | 2 | 3:5      | 68:72    | 2    |
| 4    | 9       | Vikram Malhotra Mahesh Mangaonkar | 3   | 0 | 3 | 1:6      | 46:76    | 0    |

| Spieler               | Spieler               | Ergebnis          |
| --------------------- | --------------------- | ----------------- |
| Clyne / Lobban        | Malhotra / Mangaonkar | 11:1, 11:6        |
| Adnan / Yuen          | Bennett / Schweertman | 7:11, 11:1, 7:11  |
| Clyne / Lobban        | Adnan / Yuen          | 11:3, 11:8        |
| Malhotra / Mangaonkar | Bennett / Schweertman | 6:11, 6:11        |
| Clyne / Lobban        | Bennett / Schweertman | 11:2, 11:5        |
| Adnan / Yuen          | Malhotra / Mangaonkar | 11:8, 10:11, 11:8 |

#### Gruppe B
| Rang | Setzung | Doppel                              | Sp. | S | N | S.-Diff. | P.-Diff. | Pkt. |
| ---- | ------- | ----------------------------------- | --- | - | - | -------- | -------- | ---- |
| 1    | 2       | Ryan Cuskelly Cameron Pilley        | 3   | 3 | 0 | 6:0      | 67:43    | 6    |
| 2    | 7       | Peter Creed Joel Makin              | 3   | 2 | 1 | 4:2      | 57:43    | 4    |
| 3    | 10      | Evan Williams Lance Beddoes         | 3   | 1 | 2 | 2:4      | 54:61    | 2    |
| 4    | 14      | Christo Potgieter Jean-Pierre Brits | 3   | 0 | 3 | 0:6      | 35:66    | 0    |

| Spieler            | Spieler            | Ergebnis    |
| ------------------ | ------------------ | ----------- |
| Cuskelly / Pilley  | Williams / Beddoes | 11:7, 12:10 |
| Creed / Makin      | Potgieter / Brits  | 11:3, 11:3  |
| Cuskelly / Pilley  | Creed / Makin      | 11:7, 11:6  |
| Williams / Beddoes | Potgieter / Brits  | 11:10, 11:6 |
| Cuskelly / Pilley  | Potgieter / Brits  | 11:3, 11:10 |
| Creed / Makin      | Williams / Beddoes | 11:7, 11:8  |

#### Gruppe C
| Rang | Setzung | Doppel                        | Sp. | S | N | S.-Diff. | P.-Diff. | Pkt. |
| ---- | ------- | ----------------------------- | --- | - | - | -------- | -------- | ---- |
| 1    | 3       | Zac Alexander David Palmer    | 3   | 3 | 0 | 6:0      | 66:47    | 6    |
| 2    | 6       | Tom Richards Daryl Selby      | 3   | 2 | 1 | 4:2      | 61:43    | 4    |
| 3    | 11      | Andrés Herrera Juan Vargas    | 3   | 1 | 2 | 2:5      | 48:68    | 2    |
| 4    | 15      | Mohd Syafiq Kamal Eain Yow Ng | 3   | 0 | 3 | 1:6      | 53:70    | 0    |

| Spieler            | Spieler          | Ergebnis         |
| ------------------ | ---------------- | ---------------- |
| Alexander / Palmer | Herrera / Vargas | 11:8, 11:4       |
| Richards / Selby   | Kamal / Ng       | 11:7, 11:4       |
| Alexander / Palmer | Richards / Selby | 11:9, 11:8       |
| Herrera / Vargas   | Kamal / Ng       | 4:11, 11:6, 11:7 |
| Alexander / Palmer | Kamal / Ng       | 11:10, 11:8      |
| Richards / Selby   | Herrera / Vargas | 11:5, 11:5       |

#### Gruppe D
| Rang | Setzung | Doppel                           | Sp. | S | N | S.-Diff. | P.-Diff. | Pkt. |
| ---- | ------- | -------------------------------- | --- | - | - | -------- | -------- | ---- |
| 1    | 4       | Paul Coll Campbell Grayson       | 3   | 3 | 0 | 6:1      | 76:49    | 6    |
| 2    | 5       | Declan James James Willstrop     | 3   | 2 | 1 | 4:2      | 59:46    | 4    |
| 3    | 12      | Douglas Kempsell Kevin Moran     | 3   | 1 | 2 | 2:5      | 54:68    | 2    |
| 4    | 16      | David Baillargeon Shawn Delierre | 3   | 0 | 3 | 2:6      | 56:82    | 0    |

| Spieler           | Spieler                | Ergebnis          |
| ----------------- | ---------------------- | ----------------- |
| Coll / Grayson    | Kempsell / Moran       | 11:9, 11:6        |
| James / Willstrop | Baillargeon / Delierre | 11:7, 11:6        |
| Kempsell / Moran  | Baillargeon / Delierre | 11:6, 6:11, 11:7  |
| Coll / Grayson    | James / Willstrop      | 11:9, 11:6        |
| Coll / Grayson    | Baillargeon / Delierre | 11:2, 10:12, 11:5 |
| James / Willstrop | Kempsell / Moran       | 11:5, 11:6        |

### Finalrunde
| Viertelfinale | Viertelfinale             | Viertelfinale | Viertelfinale | Viertelfinale |  |  | Halbfinale | Halbfinale            | Halbfinale | Halbfinale | Halbfinale |   |                    | Finale                | Finale | Finale | Finale | Finale |
|               |                           |               |               |               |  |  |            |                       |            |            |            |   |                    |                       |        |        |        |        |
| 1             | A. Clyne G. Lobban        | 11            | 11            |               |  |  |            |                       |            |            |            |   |                    |                       |        |        |        |        |
| 7             | P. Creed J. Makin         | 4             | 7             |               |  |  | 1          | A. Clyne G. Lobban    | 11         | 8          | 11         |   |                    |                       |        |        |        |        |
| 6             | T. Richards D. Selby      | 7             | 7             |               |  |  | 4          | P. Coll C. Grayson    | 8          | 11         | 8          |   |                    |                       |        |        |        |        |
| 4             | P. Coll C. Grayson        | 11            | 11            |               |  |  |            |                       |            |            |            | 1 | A. Clyne G. Lobban | 6                     | 3      |        |        |        |
| 3             | Z. Alexander D. Palmer    | 10            | 11            | 9             |  |  |            |                       |            |            |            |   | 2                  | R. Cuskelly C. Pilley | 11     | 11     |        |        |
| 5             | D. James J. Willstrop     | 11            | 6             | 11            |  |  | 5          | D. James J. Willstrop | 3          | 7          |            |   |                    |                       |        |        |        |        |
| 13            | D. Bennett P. Schweertman | 7             | 1             |               |  |  | 2          | R. Cuskelly C. Pilley | 11         | 11         |            |   |                    |                       |        |        |        |        |
| 2             | R. Cuskelly C. Pilley     | 11            | 11            |               |  |  |            |                       |            |            |            |   |                    |                       |        |        |        |        |